# 摺鉢山トンネル
摺鉢山トンネル（すりばちやまトンネル）は、岡山県真庭市の米子自動車道にある摺鉢山（標高879m）を貫くトンネル。米子自動車道のみならず、中国地方の高速道路で二番目に距離が長いトンネルである（2010年2月現在）。

## 概要
- 上り線（落合方面）長さ：4,093 m
- 下り線（米子方面）長さ：4,099 m

※トンネル距離数はトンネル入口手前に設置された標識の記載によるもの。

## 歴史
- 1992年12月18日：米子自動車道・落合JCT - 江府IC間が開通と共に暫定2車線で供用開始（後に4車線化）。
- 長らく中国地方の高速道路で最長のトンネルであったが2013年3月30日に供用開始された松江自動車道の高野IC - 雲南吉田IC間に位置するトンネルである大万木トンネル（4,878m）が完成供用されたため二番目に長いトンネルとなった。

## 追記事項
- 出入り口間の標高は米子側出口が100m以上高く、落合方面からトンネルを出ると雪景色になっていたりすることもある。
- 開通当初は下り線側を使用して暫定2車線で供用していた。